# Ion P. Filipescu
Ion P. Filipescu (n. 18 martie 1927, Moțăței, Dolj, România – d. 12 decembrie 2002) a fost un jurist român, care a deținut funcția de judecător la Curtea Constituțională a României (1992-1995). În anul 1993 a fost ales ca membru titular al Academiei Române.

## Biografie
Ion P. Filipescu s-a născut la data de 18 martie 1927. A făcut studiile liceale la București și apoi a urmat cursurile Facultății de Drept (absolvită în 1950) și ale Facultății de Economie Generală, obținând titlul științific de doctor în drept în anul 1961 și doctor docent în anul 1974.
În anul 1950 și-a început cariera universitară ca preparator, apoi lector, conferențiar și profesor de drept internațional și drept al familiei la Facultatea de Drept din București. A deținut pentru o perioadă și funcția de decan al Facultății de Drept. În paralel a fost, succesiv, cercetător, cercetător principal și director la Institutul de Cercetări Juridice al Academiei Române.
A desfășurat o bogată activitate științifică, preocupările sale orientându-se cu precădere spre probleme de drept civil, dreptul familiei, drept internațional privat, dreptul comerțului internațional, drept comunitar, drepturile omului, teoria generală a obligațiilor etc. Ion P. Filipescu a fost unul dintre autorii anteproiectului Codului civil și Codului familiei. De-a lungul anilor a deținut o serie de funcții de răspundere în organisme de profil din țară și din străinătate.
Ion P. Filipescu este considerat a fi unul dintre specialiștii cei mai reputați în domeniul dreptului civil, al dreptului familiei și dreptului internațional privat.
În anul 1992, Ion P. Filipescu a fost numit, de către Camera Deputaților, în funcția de judecător la Curtea Constituțională a României, pentru un mandat de trei ani. Mandatul său a încetat în anul 1995.
Prof. dr. Ion P. Filipescu a fost ales ca membru corespondent al Academiei Române în anul 1991 și membru titular în anul 1993. A decedat la data de 12 decembrie 2002.

## Lucrări publicate
Ion P. Filipescu a fost autorul a sute de lucrări, unele de referință în știința dreptului, în special domeniul dreptului familiei. El a publicat, singur sau în colaborare, peste 220 de lucrări, dintre care 38 de volume, menționând următoarele:
- "Dreptul familiei, spețe și soluții din practica judiciară" (1969);
- "Tratat de dreptul familiei" (1989; 1997);
- "Drept internațional privat" (Ed. Academiei Române, București, 1991), reeditat în 1997;
- "Drept instituțional comunitar european" (ed. I (1994), a II-a (1996), a III-a (1997), a IV-a (1999)) (Ed. ACTAMI, București) - în colaborare cu Augustin Fuerea;
- "Dreptul civil. Dreptul de proprietate și alte drepturi reale" (1996);
- "Dreptul civil. Teoria generală a obligațiilor" (1997);
- "Adopția și protecția copilului aflat în dificultate" (Ed. CH Beck, București, 1998);
- "Tratat de dreptul familiei" (ediția a VII-a) (Ed. CH Beck, București, 2002) - în colaborare cu Andrei Filipescu.

În anul 1975 a fost distins cu premiul "Simion Bărnuțiu" al Academiei Române.